# بارادو (فرنسا)
بارادو مدينة تقع بالجنوب الفرنسي.